# Nouzonville
Nouzonville est une commune française, située dans le département des Ardennes en région Grand Est.

## Géographie

### Localisation

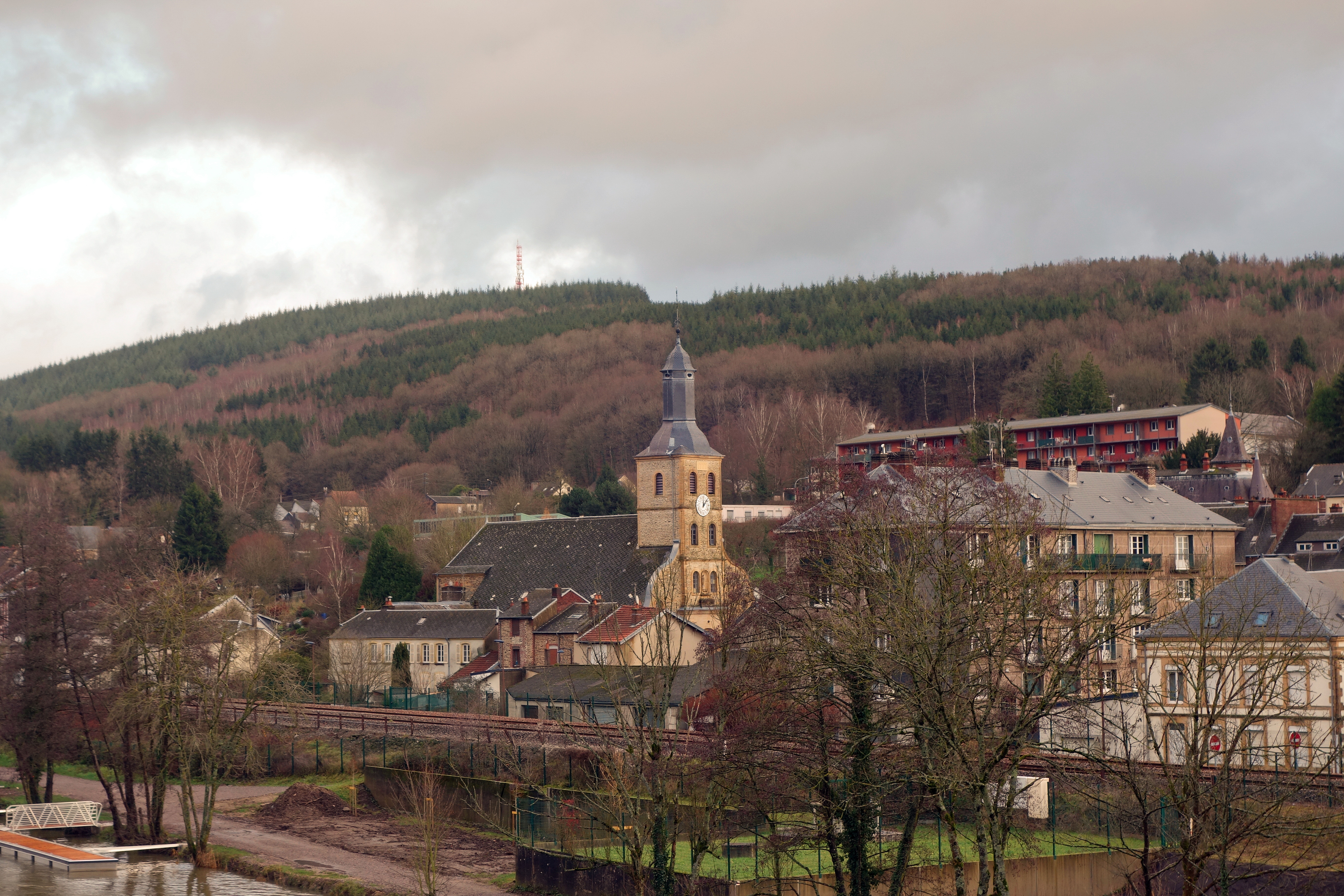
L'église Sainte-Marguerite, la voie ferrée et les usines.

Nouzonville est une ville ardennaise de la vallée de la Meuse, marquée par son passé industriel, située à 7 km au nord de Charleville-Mézières, 80 km au nord-est de Reims, 70 km au sud-est de Charleroi et à cent à l'ouest de Luxembourg, à une dizaine de kilomètres de la frontière franco-belge. Elle est desservie par la route départementale RD 1, qui longe la Meuse.
Située  à la confluence des vallées de la Meuse et de la Goutelle, la ville se trouve dans le parc naturel régional des Ardennes.
La commune se trouve dans l'aire d'attraction de Charleville-Mézières ainsi que dans sa zone d'emploi. Par ailleurs, elle est la ville-centre de son  unité urbaine et de son bassin de vie.

### Géologie et relief
La superficie de la commune est de 10,92 km2 ; son altitude varie de 132  à   361 mètres.

### Communes limitrophes
Les communes limitrophes sont Aiglemont, Bogny-sur-Meuse, Charleville-Mézières, Damouzy, Joigny-sur-Meuse, Montcy-Notre-Dame et Neufmanil.
| Bogny-sur-Meuse   | Joigny-sur-Meuse |           |
| Montcy-Notre-Dame | Nouzonville      | Neufmanil |
|                   | Aiglemont        |           |

### Hydrographie

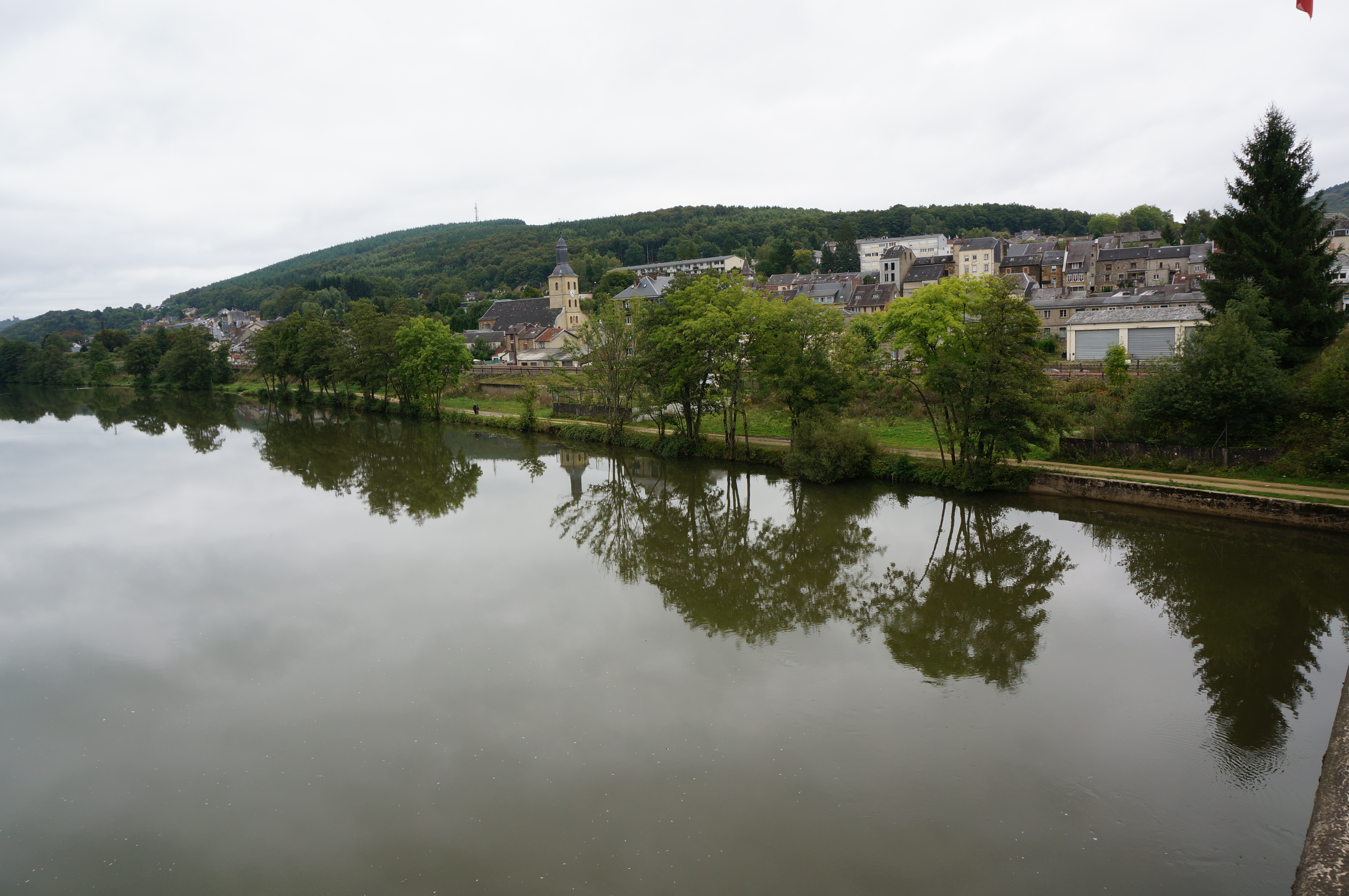
La Meuse et l'église.

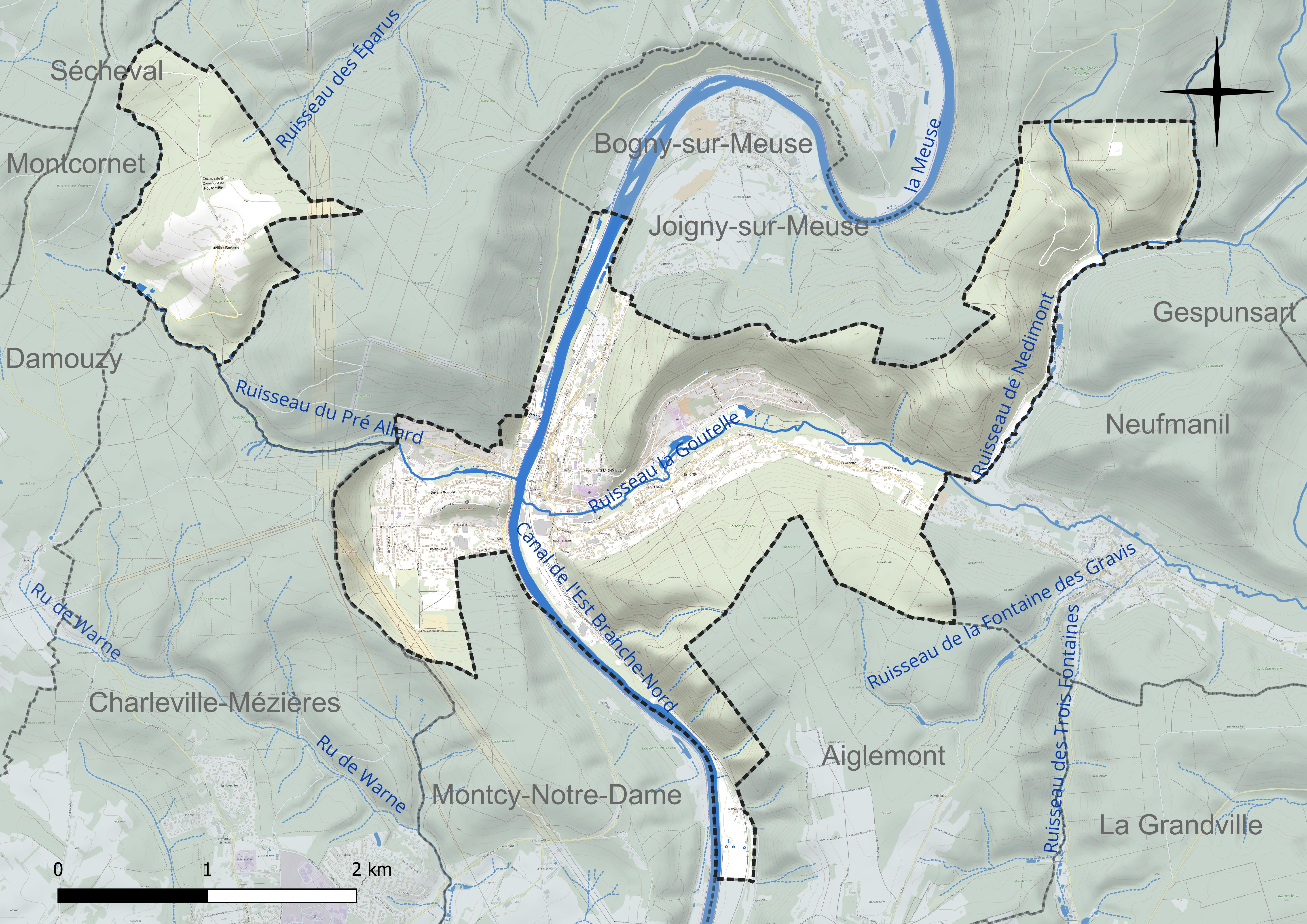
Réseau hydrographique de Nouzonville.

La commune est dans le bassin versant de la Meuse au sein du bassin Rhin-Meuse.
Elle est drainée par la Meuse, le ruisseau la Goutelle, le ruisseau de Nedimont et le ruisseau du Pré Allard,.
La Meuse, d'une longueur de 486 km, est un fleuve européen qui prend sa source en France, dans la commune du Châtelet-sur-Meuse, à 409 mètres d'altitude, et se jette dans la mer du Nord après un cours long d'approximativement 950 kilomètres traversant la France, la Belgique et les Pays-Bas. Elle traverse la commune et le bour du sud bers le nord, sur une longueur d'environ 4,5 km.
La Goutelle, d'une longueur de 12 km, prend sa source dans la commune de Gespunsart et se jette  dans la Meuse sur la commune, après avoir traversé trois communes. Elle est  alimentée par le ruisseau de Naidimont, qui constitue la limite est du territoire communal.
Le hameau de Meiller-Fontaine est limité au sud par le ruisseau de Meiller-Fontaine et par un autre ruisseau à l'est.

### Climat
Pour des articles plus généraux, voir Climat du Grand Est et Climat des Ardennes.
En 2010, le climat de la commune est de type climat de montagne, selon une étude du Centre national de la recherche scientifique s'appuyant sur une série de données couvrant la période 1971-2000. En 2020, Météo-France publie une typologie des climats de la France métropolitaine dans laquelle la commune est exposée à un climat océanique altéré et est dans la région climatique Lorraine, plateau de Langres, Morvan, caractérisée par un hiver rude (1,5 °C), des vents modérés et des brouillards fréquents en automne et hiver.
Pour la période 1971-2000, la température annuelle moyenne est de 9,6 °C, avec une amplitude thermique annuelle de 15,5 °C. Le cumul annuel moyen de précipitations est de 972 mm, avec 13,8 jours de précipitations en janvier et 9,6 jours en juillet. Pour la période 1991-2020, la température moyenne annuelle observée sur la station météorologique de Météo-France la plus proche, « Charleville-Méz. », sur la commune de Charleville-Mézières à 5 km à vol d'oiseau, est de 9,9 °C et le cumul annuel moyen de précipitations est de 928,4 mm. 
La température maximale relevée sur cette station est de 39,2 °C, atteinte le 25 juillet 2019 ; la température minimale est de −17,5 °C, atteinte le 1er janvier 1997,,.
| Mois                                  | jan.             | fév.             | mars           | avril         | mai             | juin            | jui.           | août           | sep.          | oct.            | nov.             | déc.           | année      |
| ------------------------------------- | ---------------- | ---------------- | -------------- | ------------- | --------------- | --------------- | -------------- | -------------- | ------------- | --------------- | ---------------- | -------------- | ---------- |
| Température minimale moyenne (°C)     | −0,3             | −0,6             | 1              | 2,8           | 6,6             | 9,9             | 11,8           | 11,2           | 8,2           | 5,8             | 2,8              | 0,4            | 5          |
| Température moyenne (°C)              | 2,7              | 3,1              | 6,2            | 9,1           | 12,8            | 16              | 18             | 17,6           | 14,1          | 10,4            | 6,1              | 3,3            | 9,9        |
| Température maximale moyenne (°C)     | 5,6              | 6,9              | 11,3           | 15,3          | 19              | 22,1            | 24,1           | 23,9           | 20            | 15              | 9,3              | 6,1            | 14,9       |
| Record de froid (°C) date du record   | −17,5 01.01.1997 | −16,7 18.02.1991 | −13,8 13.03.13 | −8,5 08.04.03 | −4,4 18.05.1991 | −2,4 05.06.1991 | 1,7 11.07.1993 | 0,4 30.08.1993 | −3,4 30.09.18 | −6,7 30.10.1997 | −11,8 24.11.1998 | −16,4 21.12.09 | −17,5 1997 |
| Record de chaleur (°C) date du record | 15 05.01.1999    | 21,7 27.02.19    | 24,4 31.03.21  | 28,1 25.04.07 | 31,2 28.05.17   | 34,9 28.06.11   | 39,2 25.07.19  | 37 12.08.03    | 34,4 15.09.20 | 27,7 01.10.11   | 19,9 07.11.15    | 15,7 30.12.22  | 39,2 2019  |
| Ensoleillement (h)                    | 504              | 69               | 1 281          | 1 767         | 1 973           | 2 029           | 2 142          | 1 986          | 1 525         | 968             | 484              | 407            | 15 755     |
| Précipitations (mm)                   | 100,4            | 78,3             | 68,6           | 56,6          | 67,6            | 66,8            | 72,3           | 74,4           | 63,4          | 80,1            | 83,8             | 116,1          | 928,4      |

| Diagramme climatique                                  |             |           |             |           |             |              |              |           |           |            |             |
| J                                                     | F           | M         | A           | M         | J           | J            | A            | S         | O         | N          | D           |
| 5,6−0,3100,4                                          | 6,9−0,678,3 | 11,3168,6 | 15,32,856,6 | 196,667,6 | 22,19,966,8 | 24,111,872,3 | 23,911,274,4 | 208,263,4 | 155,880,1 | 9,32,883,8 | 6,10,4116,1 |
| Moyennes : • Temp. maxi et mini °C • Précipitation mm |             |           |             |           |             |              |              |           |           |            |             |

Les paramètres climatiques de la commune ont été estimés pour le milieu du siècle (2041-2070) selon différents scénarios d'émission de gaz à effet de serre à partir des nouvelles projections climatiques de référence DRIAS-2020. Ils sont consultables sur un site dédié publié par Météo-France en novembre 2022.

## Urbanisme

### Typologie
Au 1er janvier 2024, Nouzonville est catégorisée petite ville, selon la nouvelle grille communale de densité à 7 niveaux définie par l'Insee en 2022.
Elle appartient à l'unité urbaine de Nouzonville, une agglomération intra-départementale dont elle est ville-centre,.
Par ailleurs la commune fait partie de l'aire d'attraction de Charleville-Mézières, dont elle est une commune de la couronne,. Cette aire, qui regroupe 132 communes, est catégorisée dans les aires de 50 000 à moins de 200 000 habitants,.

### Occupation des sols

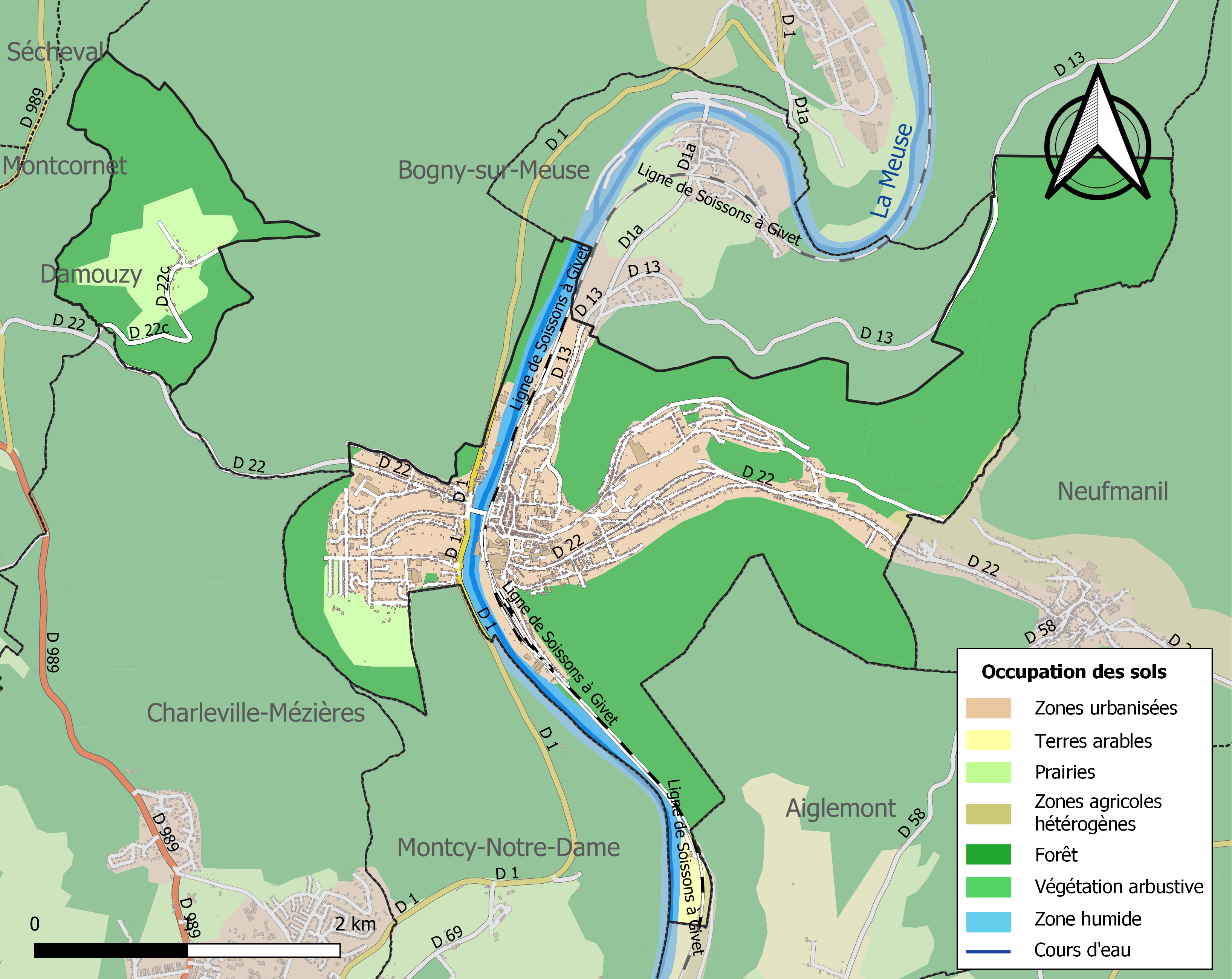
Carte des infrastructures et de l'occupation des sols de la commune en 2018 (CLC).

L'occupation des sols de la commune, telle qu'elle ressort de la base de données européenne d’occupation biophysique des sols Corine Land Cover (CLC), est marquée par l'importance des forêts et milieux semi-naturels (64,4 % en 2018), une proportion sensiblement équivalente à celle de 1990 (65,1 %).
La répartition détaillée en 2018 est la suivante : forêts (64,4 %), zones urbanisées (18,4 %), prairies (6,7 %), zones industrielles ou commerciales et réseaux de communication (4,6 %), eaux continentales (4,6 %), terres arables (0,7 %), zones agricoles hétérogènes (0,5 %).
L'évolution de l’occupation des sols de la commune et de ses infrastructures peut être observée sur les différentes représentations cartographiques du territoire : la carte de Cassini (XVIIIe siècle), la carte d'état-major (1820-1866) et les cartes ou photos aériennes de l'IGN pour la période actuelle (1950 à aujourd'hui).

### Principaux hameaux
Le hameau de Meillier-Fontaine — qui fut une commune autonome jusqu'en 1974 — est une exclave, séparé de Nouzonville par le territoire de la commune de 
Bogny-sur-Meuse.

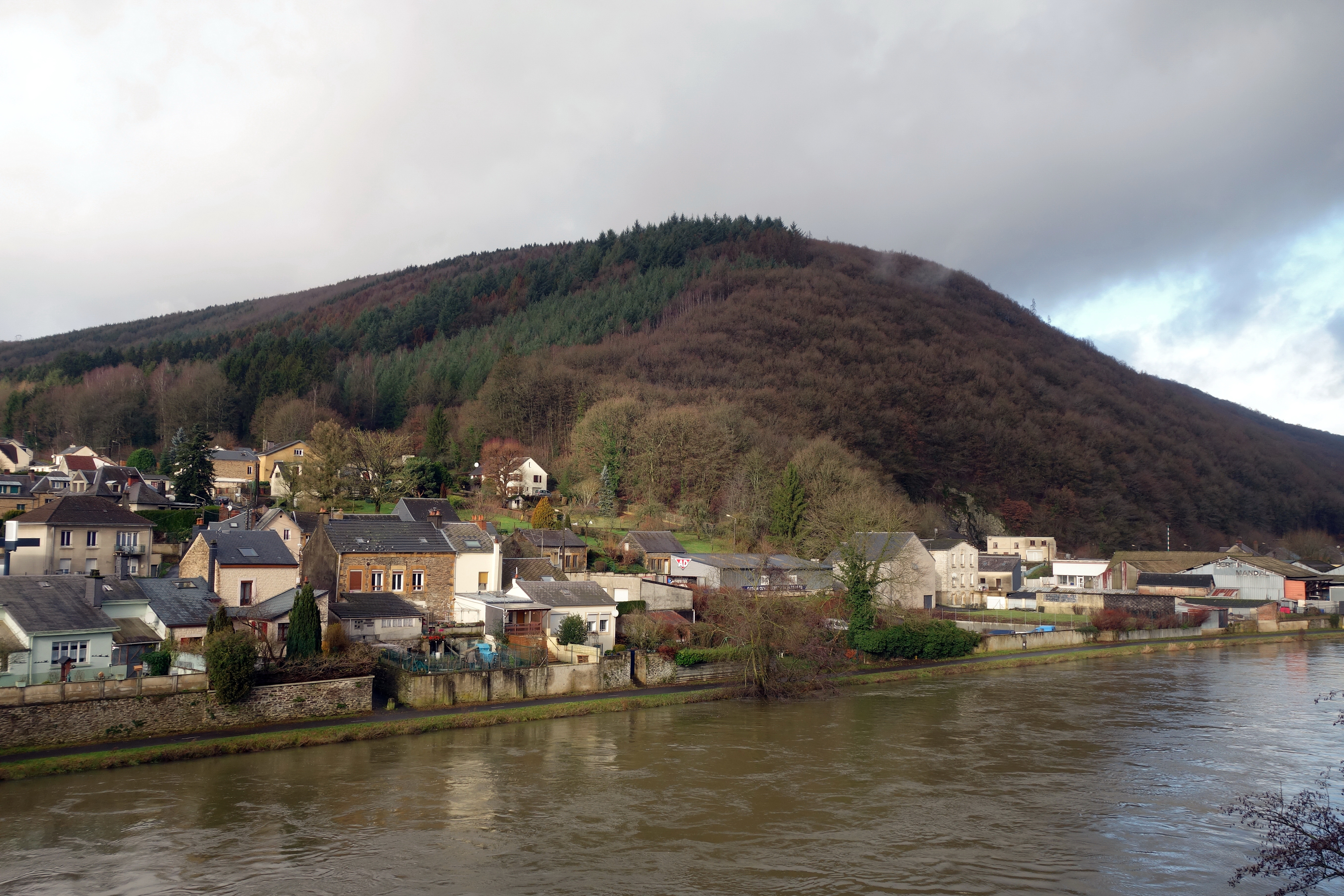
La Meuse et le massif ardennais
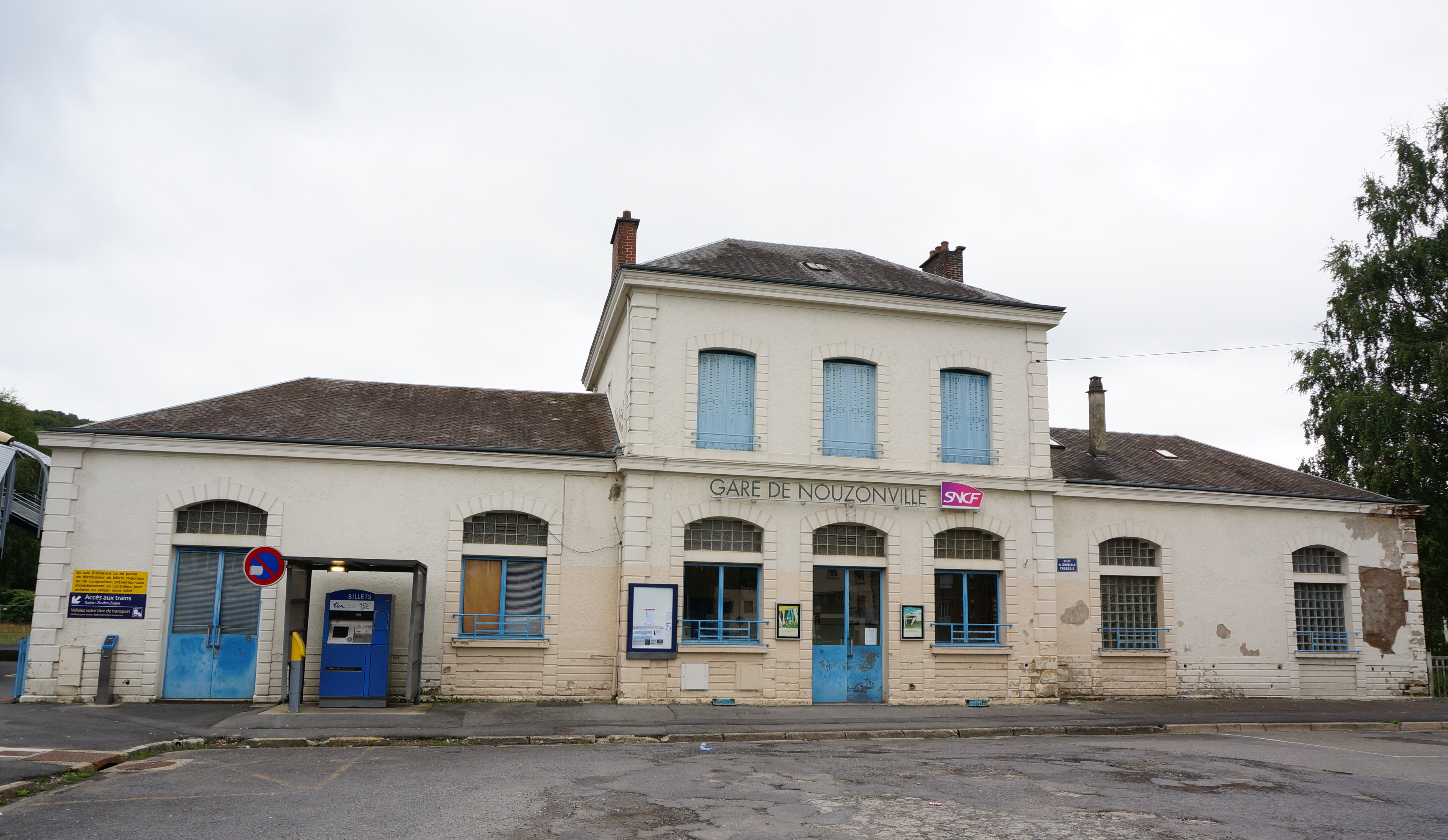
La gare
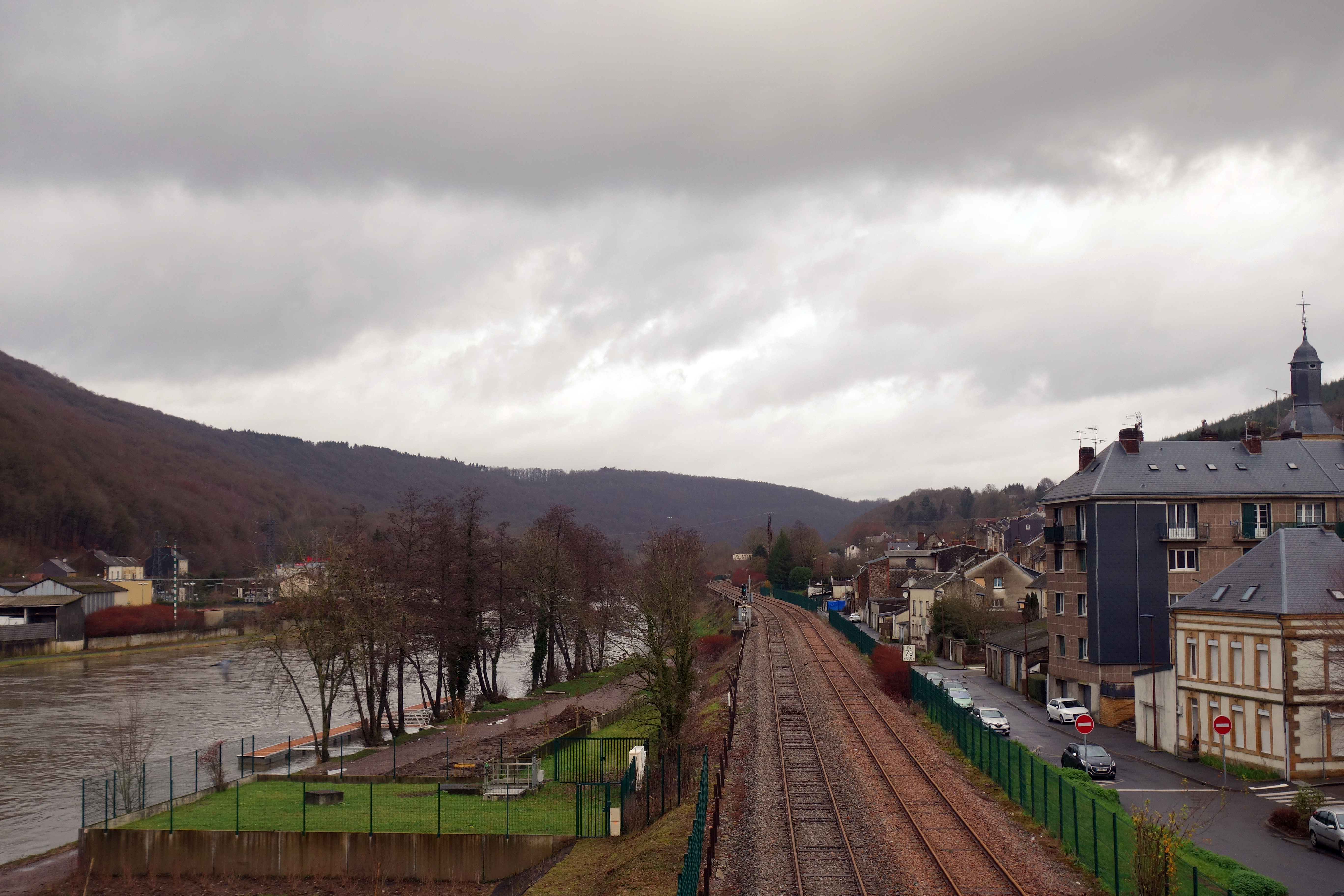
La voie ferrée et la Meuse

### Habitat et logement
En 2021, le nombre total de logements dans la commune était de 2 951, alors qu'il était de 2 918 en 2016 et de 2 781 en 2011.
Parmi ces logements, 84,8 % étaient des résidences principales, 0,8 % des résidences secondaires et 14,4 % des logements vacants. Ces logements étaient pour 70,5 % d'entre eux des maisons individuelles et pour 29,2 % des appartements.
Le tableau ci-dessous présente la typologie des logements à Nouzonville en 2021 en comparaison avec celle des Ardennes et de la France entière. Une caractéristique marquante du parc de logements est ainsi la faible proportion des résidences secondaires et logements occasionnels (0,8 %) par rapport au département (3,7 %) et à la France entière (9,7 %).
| Typologie                                               | Nouzonville | Ardennes | France entière |
| ------------------------------------------------------- | ----------- | -------- | -------------- |
| Résidences principales (en %)                           | 84,8        | 84,7     | 82,2           |
| Résidences secondaires et logements occasionnels (en %) | 0,8         | 3,7      | 9,7            |
| Logements vacants (en %)                                | 14,4        | 11,6     | 8,1            |

### Voies de communication et transports
La voie verte Trans-Ardennes passe à Nouzonville.
La gare de Nouzonville, située sur la ligne de Soissons à Givet, est desservie par des trains TER Grand Est circulant entre les gares de Charleville-Mézières et Givet, via Revin.
Nouzonville est desservie par le réseau de bus appelé TAC (Transport en commun de l'Agglomération de Charleville Mezieres -Sedan) les lignes 6 et 9 desservant la ville. Ce réseau est exploité par la RATP Dev.

## Toponymie
Initialement, de 1234 à 1400, selon Théophile Malicet, la localité porte le nom de Nozon-de-les-Braux, faisant référence à une abbaye, l'abbaye de Braux, qui imposait sa loi à une trentaine de villages. Puis le nom devient Nouzon et enfin Nouzonville le 24 octobre 1921, à la demande de la direction des PTT qui veut en finir avec les confusions entre Nouzon et Mouzon,.
D'après Ernest Nègre, Nouzon a pour origine un nom germanique.

## Histoire
En 1468, les Liégeois arrivent, chassés par les exactions de Charles le Téméraire (les Thomé, Roynette, Barbette, Dehan, Malicet, ... ) et s’installent aux portes de Nouzon, le long d’un petit ruisseau nommé  la Goutelle. Alors que jusqu’au XVe siècle, ce n’était qu’un petit village vivant de pêche, des bois et d’un peu de culture, Nouzon devient, à la suite des nouveaux arrivants, un centre d'activité métallurgique, ce qui va transformer la cité,.

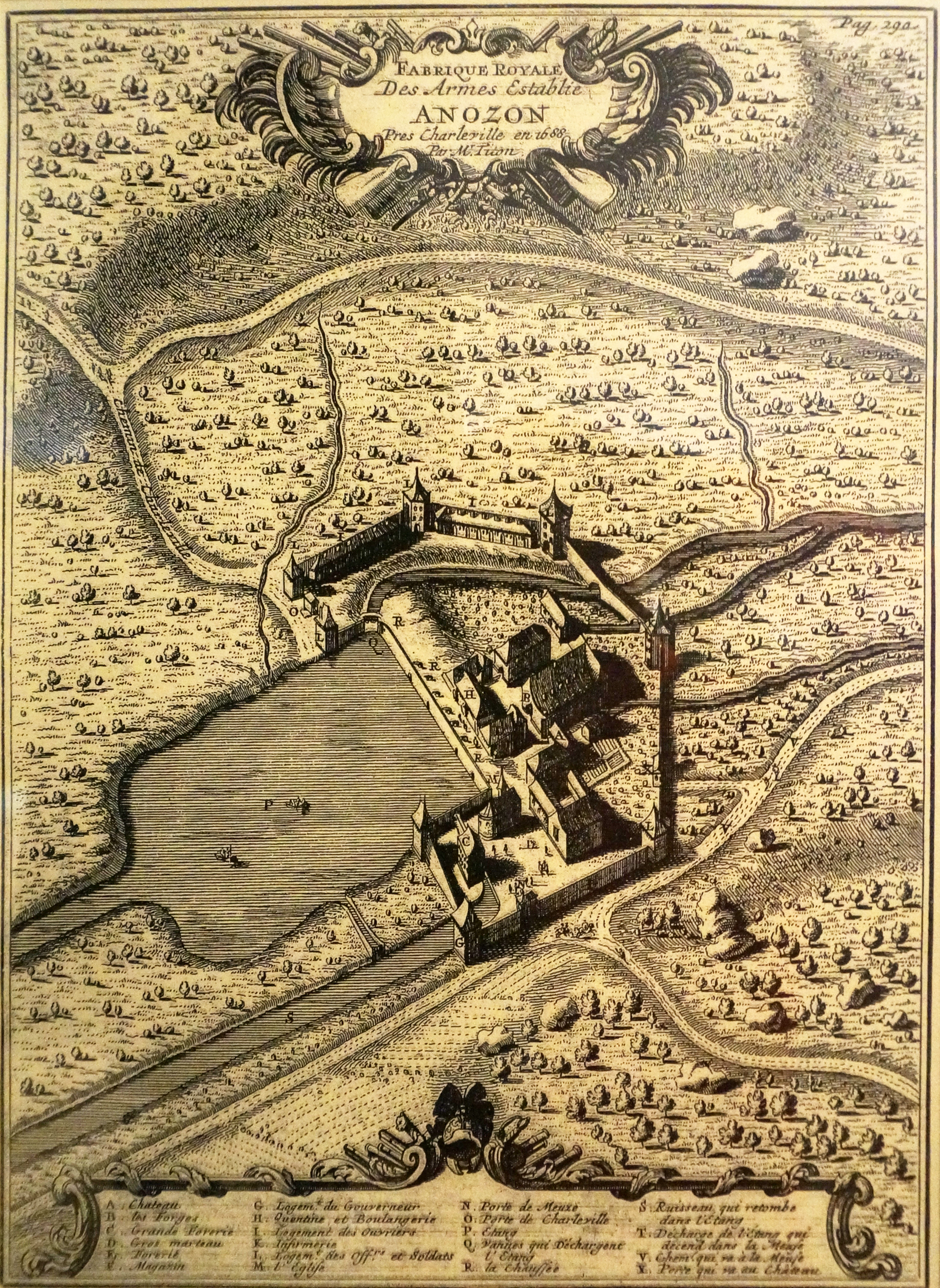
Emprise de l'usine d'armes dans la vallée de la Goutelle, vers 1745.

L’ancienne propriété d’un maître de forges nommé Robillard est achetée en 1688 par Maximilien Titon et Victor Fournier, alors respectivement directeur de la police et receveur des deniers de Charleville.
Ils lancent la construction d’un ensemble d’usines, entouré rapidement d’une enceinte de protection, au lieu-dit la Forge de Nouzon (en 1690-1691). La manufacture, installée au fond de la vallée de la Goutelle, utilise la force hydraulique. En plus de l'enceinte, une garnison de 80 hommes à plein temps est ensuite établie. L’usine est spécialisée dans la fabrication des canons de fusil. Des ouvriers viennent y travailler de toute la région et de Belgique. Les métallurgistes utilisent le fer de l’abbaye d’Orval, l’acier d’Allemagne et le fer refondu issu de la récupération de petites ferrailles ; le montage et l’épreuve des fusils ayant lieu à la Manufacture d'armes de Charleville, une manufacture royale créée là encore par Maximilien Titon, où opèrent des spécialistes et les équipes monteurs. Les établissements de Charleville et de Nouzon sont complémentaires. Ils génèrent aussi d'autres activités à proximité. Ainsi, la platinerie et la garniture du canon sont assurées en sous-traitance par des artisans dispersés dans les bourgs environnants Nouzon. L'établissement s’agrandit en 1772 d’une fabrique d’armes blanches où sont aiguisées des baïonnettes et des baguettes. En 1784, une annexe est fondée à la Cachette, en amont de la Forge. Pendant la période 1789-1815, la production double : les conflits engendrés pendant la période de la Révolution et de l’Empire se traduisent par des commandes militaires importantes,.
Un déclin progressif a ensuite lieu jusqu’à la fermeture définitive en 1836. Le choix au niveau de l'État est fait de privilégier la manufacture d’armes de la ville de Saint-Étienne, peut-être en raison d'une proximité moindre des frontières. Le maître de forges Jean-Nicolas Gendarme achète les bâtiments en 1837. Puis le site est occupé durant la deuxième moitié du XIXe siècle par plusieurs entreprises naissantes. Dans cette période, d'anciens artisans, forgerons ou cloutiers tenant quelquefois de modestes boutiques, créent de nouvelles entreprises métallurgiques, le marché étant demandeur : Nicolas Maudière installe une ferronnerie en 1859, François Fuzelier implante une fonderie en 1860, Louis-Gustave Thomé un atelier de forge en 1869. Ces nouveaux industriels multiplient les installations sur le territoire de la commune. La mise en place d'une ligne de chemin de fer durant le Second Empire, la ligne de Soissons à Givet passant par Charleville-Mézières, facilite également le développement de l'activité industrielle dans cette partie de la vallée de la Meuse. La population de Nouzon continue à connaître une croissance significative.

Nouzonville au tout début du XXe siècle
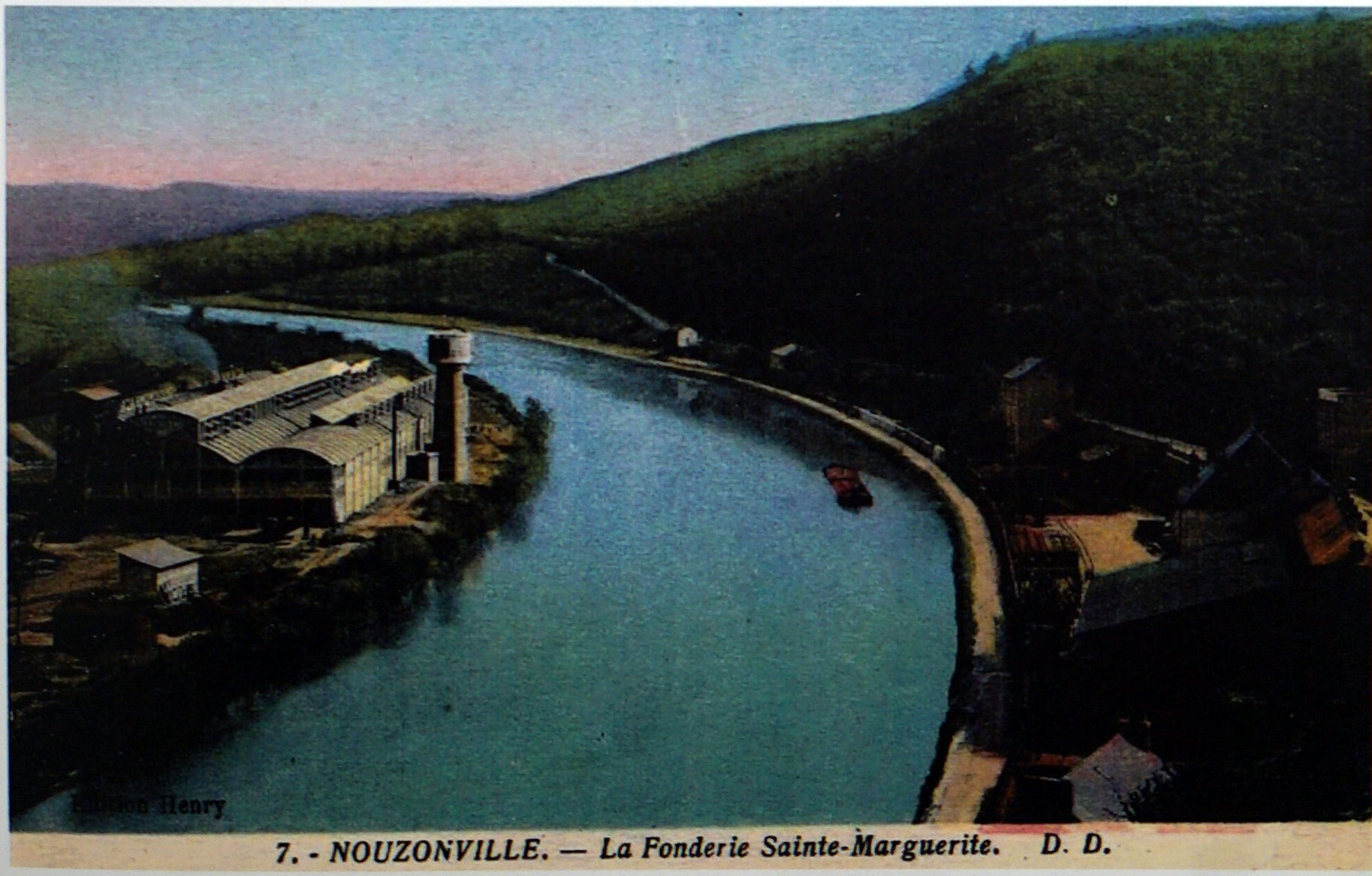
La fonderie Sainte-Marguerite
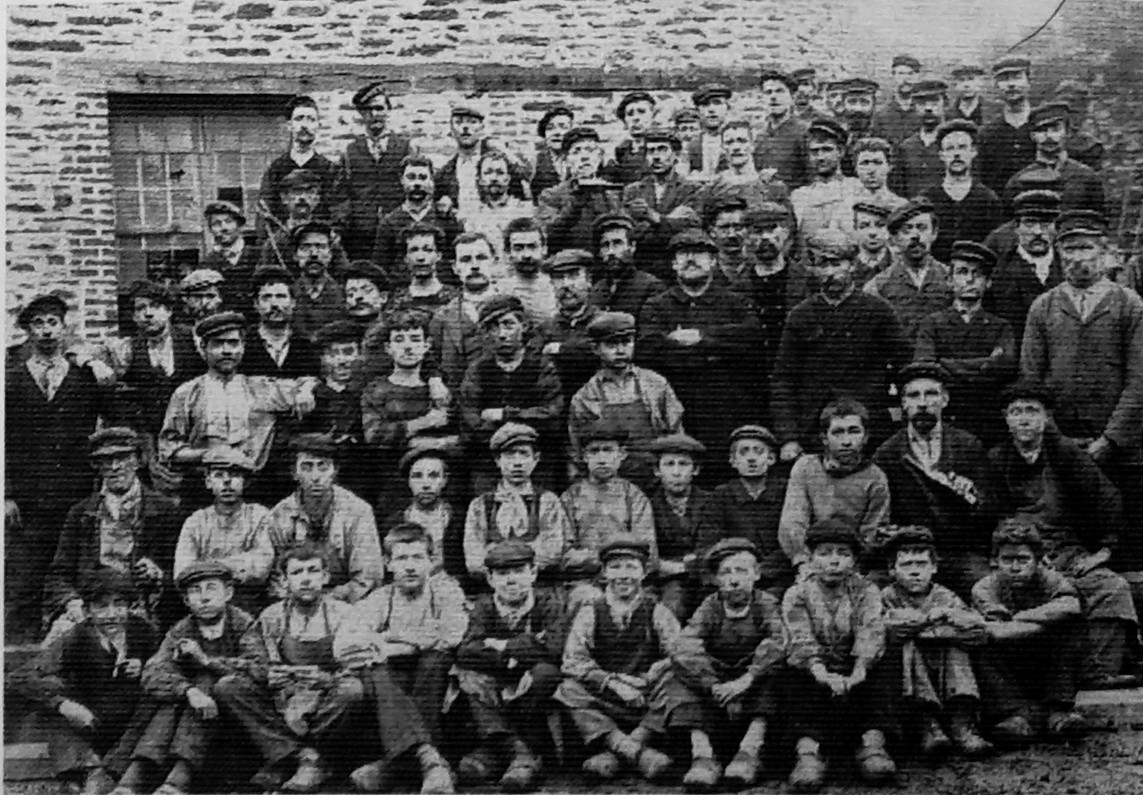
Ouvriers de la Fonderie Sainte-Marguerite
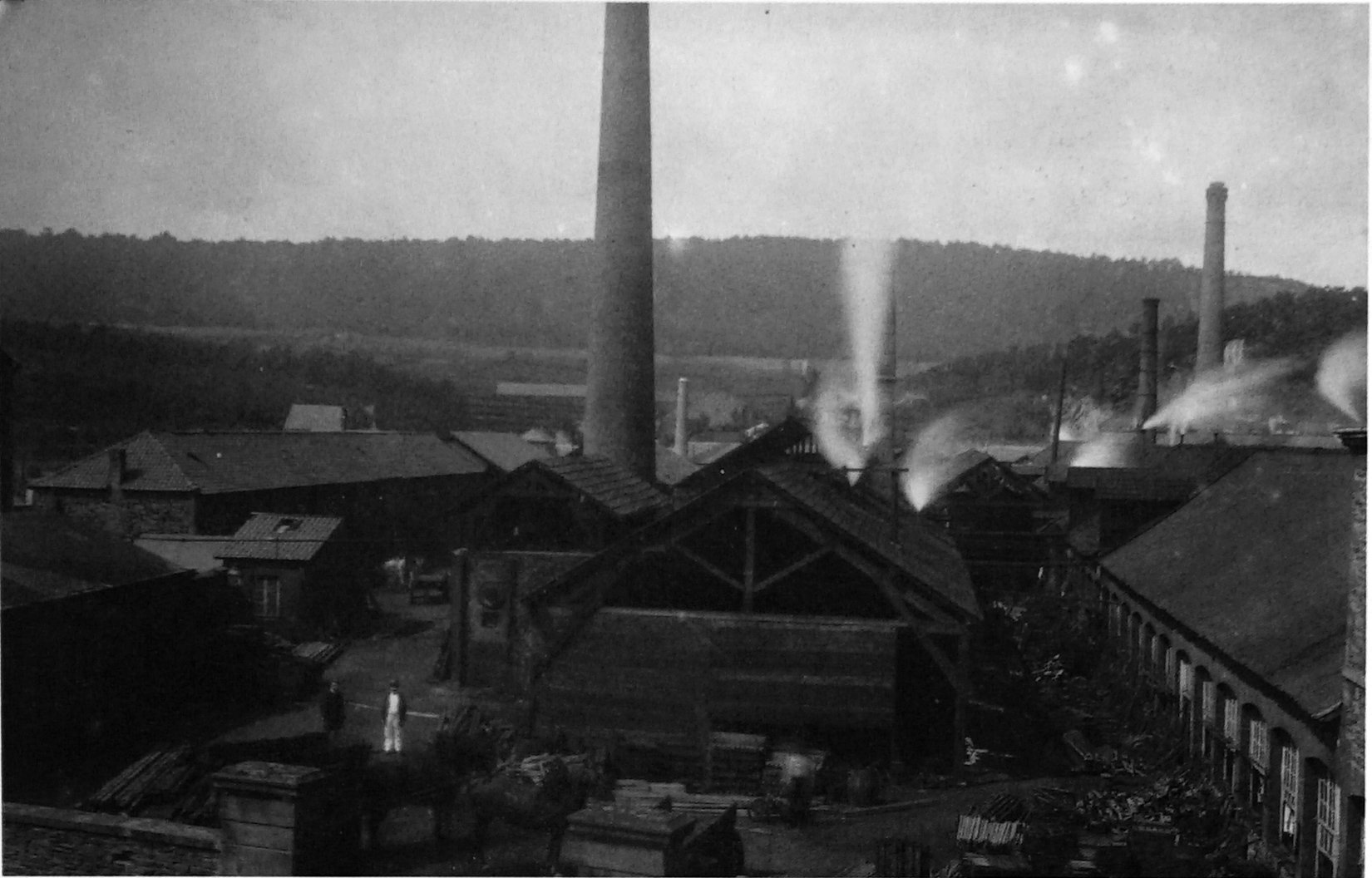
Les ateliers Thomé-Génot
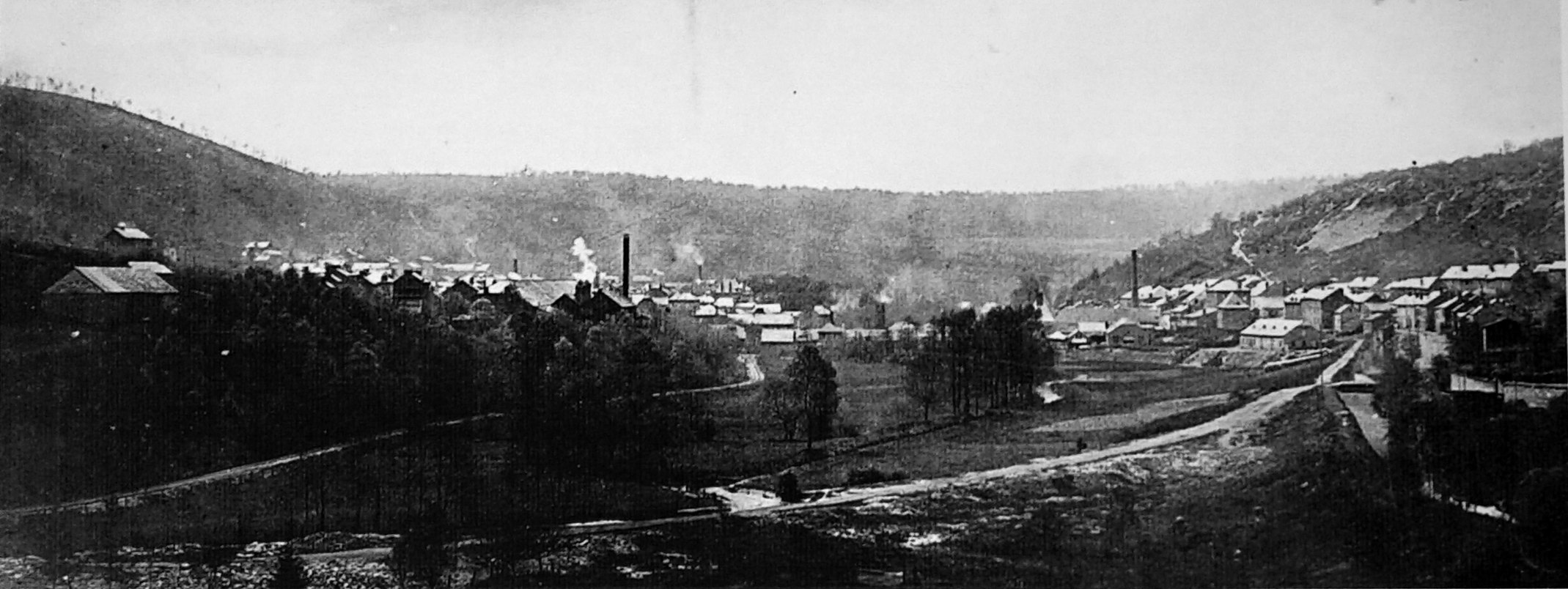
Les nouvelles usines

Pendant la guerre de 1914-1918, le territoire de la commune est occupé par les forces allemandes. Celles-ci pillent les usines et s'emparent des machines et matériels. Mais l'activité repart après cette Première Guerre mondiale.
En raison des confusions fréquentes entre Mouzon et Nouzon, à la lecture d'une adresse manuscrite, la commune de Nouzon, sollicitée par l'administration postale, change de nom en Nouzonville le 24 octobre 1921 par décision du conseil municipal (écartant ainsi d'autres propositions : Nouzon-la-Forge, Nouzon-les-Forges, Nouzon-sur-Meuse, et enfin Nouzon-la-Cachette… ),.
En 1924, l´entreprise des Ateliers Thomé-Génot construit une cité ouvrière rue Ambroise Croizat.
La crise des années 1930 fragilise la métallurgie ardennaise, avec des mesures de chômage partiel. En 1936, un mouvement de grève générale touche les établissements industriels de Nouzonville à partir du 4 juin. La reprise s'effectue les 29 et 30 juin, après des négociations au niveau national et départemental. L'activité économique reprend de la vigueur fin 1936.
Le 12 mai 1940, la population est incitée à quitter la ville pour gagner les Deux-Sèvres. Le 14 mai 1940, lors de la bataille de France, la rive droite de Nouzonville est occupée dans l'après-midi par les Allemands de la 3. Infanterie-Division du Generalleutnant Walter Lichel, la rive gauche étant défendue par le Ier bataillon (commandant Couturier) de la 52e demi-brigade de mitrailleurs indigènes coloniaux (52e DBMIC). Les Français ayant fait sauter le pont le 12 mai au soir, les Allemands doivent franchir la Meuse en canots ; ils précèdent leur attaque par un intense bombardements aérien qui touche la ville. Malgré les dégâts, les défenseurs repoussent la tentative allemande de traversée du fleuve. Les Allemands repassent à l'attaque le lendemain à 7 h 30 au niveau du cimetière de la ville, mais sont cloués au sol par le feu français, dont l'artillerie de la casemate de Nouzonville tire à vue. Néanmoins en fin de matinée, ce feu diminue, la 102e division d'infanterie de forteresse dont dépend la 52e DBMIC se replie vers l'arrière à cause de la menace que fait peser la percée de la 6e Panzerdivision à Monthermé depuis quelques heures. À 11 h ce 15 mai 1940, Nouzonville est aux mains des Allemands de la 3. Infanterie-Division. La casemate de Nouzonville continue à tirer jusqu'à la nuit lorsque sa pièce est  hors d'usage.
La population revient progressivement les mois suivants. La ville est occupée jusqu'au 4 septembre 1944 où elle est libérée par les forces américaines, guidées par quelques résistants.
Le pont est finalement reconstruit après la guerre. En 1974, la commune fusionne avec celle de Meillier-Fontaine. Le site de l'ancienne Manufacture Royale de Nouzon est presque entièrement démoli en 1986. Une salle de sport est implantée dans l’ancien magasin, et un des ateliers accueille le musée du Vieux Nouzon. Cette ville ouvrière (64 % d'ouvriers en 1982 pour 42,5 % en moyenne en France), avec ses habitations côtoyant les usines, sent véritablement le fer, relève le sociologue Michel Pinçon, né à proximité. Le bruit des marteaux-pilons en constitue le fond sonore, et, aux heures de changement d'équipes, les rues et la place Gambetta sont parcourues par les hommes en bleu de travail : « on a été élevé avec le bruit des marteaux-pilons, des sirènes d'usines », note Guy Istace, maire de Nouzonville à l'époque, dans un article du Figaro de 2007.
Mais dès les années 1960 et années 1970 avec par exemple la fermeture de l'entreprise Usinage Mécanique Générale Ardennaise, l'activité industrielle décroît et des établissements industriels commencent à fermer. La concurrence internationale, la guerre des prix et le manque de soutien des banques et de l'État se traduisent par la disparition progressive d'une grande partie des entreprises métallurgiques, à Nouzonville comme dans l'ensemble du territoire français. Une des fermetures les plus emblématiques, qui s'accompagne d'un mouvement social désespéré, est la fermetures des Ateliers Thomé-Génot en 2007, accélérée par des repreneurs qui s'avèrent être des voyous.

## Politique et administration

### Rattachements administratifs et électoraux

#### Rattachements administratifs
La commune se trouve   dans l'arrondissement de Charleville-Mézières du département des Ardennes.
Elle faisait partie de 1793 à 1973 du canton de Charleville, année où elle devient le chef-lieu du canton de Nouzonville. Dans le cadre du redécoupage cantonal de 2014 en France, cette circonscription administrative territoriale a disparu, et le canton n'est plus qu'une circonscription électorale.

#### Rattachements électoraux
Pour les élections départementales, la commune fait partie depuis 2014 du canton de Charleville-Mézières-2.
Pour l'élection des députés, elle fait partie de la deuxième circonscription des Ardennes.

### Intercommunalité
La ville était membre de la communauté d'agglomération dénommée cœur d'Ardenne, un établissement public de coopération intercommunale (EPCI) à fiscalité propre créé fin 2004 et auquel la commune avait transféré un certain nombre de ses compétences, dans les conditions déterminées par le code général des collectivités territoriales.
Conformément aux prescriptions de la loi de réforme des collectivités territoriales du 16 décembre 2010, qui a prévu le renforcement et la simplification des intercommunalités et la constitution de structures intercommunales de grande taille, celle-ci a fusionné avec ses voisines pour former, le 1er janvier 2014, la communauté d'agglomération dénommée Ardenne Métropole, dont la commune est désormais membre.

### Tendances politiques et résultats
Au XXe siècle, cette commune ouvrière a été dirigée par des socialistes, puis, à partir de 1935, par des membres du parti communiste français. Le conseil municipal a rebasculé vers les partis socialistes et divers gauches lors des élections municipales de 1953.
Au second tour des élections municipales de 2014 dans les Ardennes, la liste PS menée par Florian Lecoultre remporte la majorité des suffrages avec 1 143 voix (45,44 %, 22 conseillers municipaux élus, dont 3 communautaires), devançant les listes menées respectivement par : 

- Béatrice Ribet  (DVG, 1 061 voix, 42,18 %, 6 conseillers municipaux élus, dont 1 communautaire) ;

- Jean-Marc Gaignierre (DVG, 311 voix, 1 conseiller municipal élu) ;

lors d'un scrutin où 41,11 % des électeurs se sont abstenus.
Au premier tour des élections municipales de 2020 dans les Ardennes, la liste DVG menée par le maire sortant Florian Lecoultre remporte la majorité absolue des suffrages exprimés, avec 1 080 voix (63,64 %, 24 conseillers municipaux élus dont 4 communautaires), devançant largement les listes menées respectivement par : 

- Carole Alexandre (SE-DVG, 508 voix, 29,93 %, 4 conseillers municipaux élus) ;

- Grérory Catel  (SE, 109 voix, 6,42 %, 1 conseiller municipal élu) ;

lors d'un scrutin marqué par la pandémie de Covid-19 en France où 60,68 % des électeurs se sont abstenus.
Récapitulatif des résultats électoraux récents
| Scrutin             | 1er tour | 1er tour | 1er tour | 1er tour | 1er tour | 1er tour | 1er tour  | 1er tour  | 2d tour     | 2d tour     | 2d tour     | 2d tour     | 2d tour     | 2d tour     |
| Scrutin             | 1er      | %        | 2e       | %        | 3e       | %        | 4e        | %         | 1er         | %           | 2e          | %           | 3e          | %           |
| Municipales 2014    | DVG      | 40,23    | PS       | 34,95    | DVG      | 24,81    | Pas de 4e | Pas de 4e | PS          | 45,44       | DVG         | 42,18       | DVG         | 12,36       |
| Européennes 2014    | FN       | 39,13    | PS       | 17,92    | UMP      | 14,54    | FG        | 10,72     | Tour unique | Tour unique | Tour unique | Tour unique | Tour unique | Tour unique |
| Régionales 2015     | FN       | 41,47    | LR       | 20,79    | PS       | 20,21    | FG        | 5,84      | FN          | 39,56       | LR          | 32,71       | PS          | 27,73       |
| Présidentielle 2017 | FN       | 34,61    | LFI      | 23,53    | EM       | 16,88    | LR        | 9,43      | FN          | 53,34       | EM          | 46,66       | Pas de 3e   | Pas de 3e   |
| Législatives 2017   | LR       | 44,62    | FN       | 15,23    | LREM     | 13,82    | PS        | 12,34     | LR          | 76,18       | LREM        | 23,82       | Pas de 3e   | Pas de 3e   |
| Européennes 2019    | RN       | 35,92    | LREM     | 16,88    | EELV     | 8,43     | LR        | 8,14      | Tour unique | Tour unique | Tour unique | Tour unique | Tour unique | Tour unique |
| Municipales 2020    | DVG      | 63,64    | SE       | 29,93    | SE       | 6,42     | Pas de 4e | Pas de 4e | Tour unique | Tour unique | Tour unique | Tour unique | Tour unique | Tour unique |
| Régionales 2021     | LR       | 29,79    | RN       | 24,37    | LFI      | 22,78    | EELV      | 7,47      | LR          | 44,57       | RN          | 31,84       | EELV        | 18,45       |
| Présidentielle 2022 | RN       | 39,51    | LFI      | 24,29    | LREM     | 14,51    | REC       | 6,79      | RN          | 63,63       | LREM        | 36,37       | Pas de 3e   | Pas de 3e   |
| Législatives 2022   | LR       | 47,73    | NUPES    | 21,01    | RN       | 17,57    | LREM      | 7,31      | LR          | 71,84       | RN          | 28,16       | Pas de 3e   | Pas de 3e   |
| Européennes 2024    | RN       | 48,30    | PS       | 9,16     | LFI      | 8,43     | RE        | 7,04      | Tour unique | Tour unique | Tour unique | Tour unique | Tour unique | Tour unique |
| Législatives 2024   | RN       | 40,53    | DVD      | 31,38    | NFP      | 21,03    | RE        | 5,81      | DVD         | 54,56       | RN          | 45,44       | Pas de 3e   | Pas de 3e   |
| ------------------- | -------- | -------- | -------- | -------- | -------- | -------- | --------- | --------- | ----------- | ----------- | ----------- | ----------- | ----------- | ----------- |

## Population et société

### Démographie
L'évolution du nombre d'habitants est connue à travers les recensements de la population effectués dans la commune depuis 1793. Pour les communes de moins de 10 000 habitants, une enquête de recensement portant sur toute la population est réalisée tous les cinq ans, les populations de référence des années intermédiaires étant quant à elles estimées par interpolation ou extrapolation. Pour la commune, le premier recensement exhaustif entrant dans le cadre du nouveau dispositif a été réalisé en 2006.

En 2022, la commune comptait 5 548 habitants, en évolution de −5,76 % par rapport à 2016 (Ardennes : −2,97 %, France hors Mayotte : +2,11 %).
| 1793 | 1800 | 1806  | 1821  | 1831  | 1836  | 1841  | 1846  | 1851  |
| ---- | ---- | ----- | ----- | ----- | ----- | ----- | ----- | ----- |
| 856  | 962  | 1 208 | 1 417 | 1 803 | 2 050 | 2 153 | 2 575 | 2 535 |

| 1866  | 1872  | 1876  | 1881  | 1886  | 1891  | 1896  | 1901  | 1906  |
| ----- | ----- | ----- | ----- | ----- | ----- | ----- | ----- | ----- |
| 4 022 | 5 164 | 5 411 | 7 069 | 6 992 | 6 741 | 6 603 | 7 795 | 7 574 |

| 1911  | 1921  | 1926  | 1931  | 1936  | 1946  | 1954  | 1962  | 1968  |
| ----- | ----- | ----- | ----- | ----- | ----- | ----- | ----- | ----- |
| 7 815 | 6 591 | 6 848 | 7 119 | 6 198 | 4 657 | 6 155 | 6 954 | 7 798 |

| 1975  | 1982  | 1990  | 1999  | 2006  | 2011  | 2016  | 2021  | 2022  |
| ----- | ----- | ----- | ----- | ----- | ----- | ----- | ----- | ----- |
| 7 797 | 7 355 | 6 970 | 6 869 | 6 447 | 6 312 | 5 887 | 5 592 | 5 548 |

### Enseignement
La commune est rattachée à l'académie de Reims. Elle dépend de la zone B.
Elle comporte plusieurs écoles maternelles et primaires, ainsi qu'un collège, le collège Jean Rogissart
Détail des écoles : école maternelle et primaire du Centre, école maternelle et primaire la Cachette, école maternelle et primaire Devant Nouzon, école maternelle La Fayette, école maternelle La Forge, école primaire Jean-Jaurès (fermée depuis 2015) école primaire privée Sainte-Thérèse
Lycée présent à environ 10 km à Charleville-Mézières.

### Santé
La ville connaît depuis 2019 une réduction du nombre de médecins généralistes, à la suite du départ à la retraite cette année-là de deux médecins, sur les quatre installés dans la cité. Pour pallier cette situation, la mise en place d'un centre de santé polyvalent a été lancée, et devrait aboutir en 2021.
La ville comporte également un centre hospitalier public, l'hôpital de Nouzonville, comptant 158 lits, un centre gériatrique et un relais Pass'Âgé (service accueillant dans la journée des personnes âgées atteintes de la maladie d’Alzheimer ou maladies apparentées vivant à domicile). Elle comporte également selon le site de la mairie, des pharmacies, des dentistes, des kinésithérapeutes, un orthophoniste, un opticien, un podologue et un vétérinaire.

### Complexes sportifs
- Club de tennis[67]
- Complexe d’athlétisme[68]
- Club de football[69]
- Piscine[70]
- Salle de gymnastique
- C.O.S.E.C[71]

## Économie
À partir du XVIe siècle, la cité se développe autour d'activités de métallurgie.
Le XIXe siècle apporte la révolution industrielle, des investissements matériels et une industrialisation progressive des process.
Le chemin de fer est installé dans la vallée et permet le développement rapide des échanges et l'essor des entreprises, s'ajoutant au transport fluvial. Les « boutiques » d'artisans deviennent des usines : fonderie, emboutissage, estampage, tôlerie, etc. Les conditions de travail sont dures et les salaires bas.
Mais cette activité industrielle disparaît progressivement après les années 1960,. Une entreprise emblématique implantée depuis 1863, les Ateliers Thomé-Génot a été fermée en 2007.
Il ne reste aujourd'hui que quelques rares entreprises dans la métallurgie, comme par exemple en fonderie, forge et estampage, la Société Nouvelle des Fonderies Nicolas, anciennement Entreprise Crépel puis Fonderies Hardy Capitaine, devenue les Fonderies Nicolas.
Il y a aussi la société Canon plus récente (créée en 1998), spécialisée dans le découpage laser, la mécano-soudure, le pliage et l’usinage, ainsi que, dans un domaine proche mais plus informatique, Ardennes CN (CN pour commande numérique), une entreprise qui conçoit, maintient et propose une assistance sur des programmes d’usinage pour machines outils à commande numérique. Cette société travaillait pour l'industrie aérospaciale, mais compte-tenu de la réduction d'activité dans ce secteur avec la crise sanitaire de 2020-2021, elle propose aussi ses services à l'industrie nucléaire et à l'industrie de l'armement.
Le journal Le Figaro, dans sa fiche sur les entreprises à Nouzonville, cite, en 2021, dans les entreprises qui génèrent le plus de chiffre d'affaires :
- des entreprises de distribution alimentaire ;
- la société Établissements Warsmann, spécialisée dans les travaux de menuiserie métallique et travaux de serrurerie ;
- la société Canon déjà citée ;
- la société Techniq Batir proposant des travaux de couverture dans le secteur du bâtiment.

Ces entreprises sont des PME de moins de cinquante salariés.

## Culture locale et patrimoine

### Lieux et monuments
- L'église Sainte-Marguerite ;
- La chapelle de la Nativité dite aussi Notre-Dame (chapelle-mairie annexe) à Meillier-Fontaine ;
- Gare de Nouzonville et le monument aux martyrs de la Résistance sur la place ;
- Le musée de la forge, ancienne usine d'armes ;
- Le château Crepel actuelle école ;
- La voie verte Trans-Ardennes longeant la Meuse ;
- Buste de Jean-Baptiste Clément.

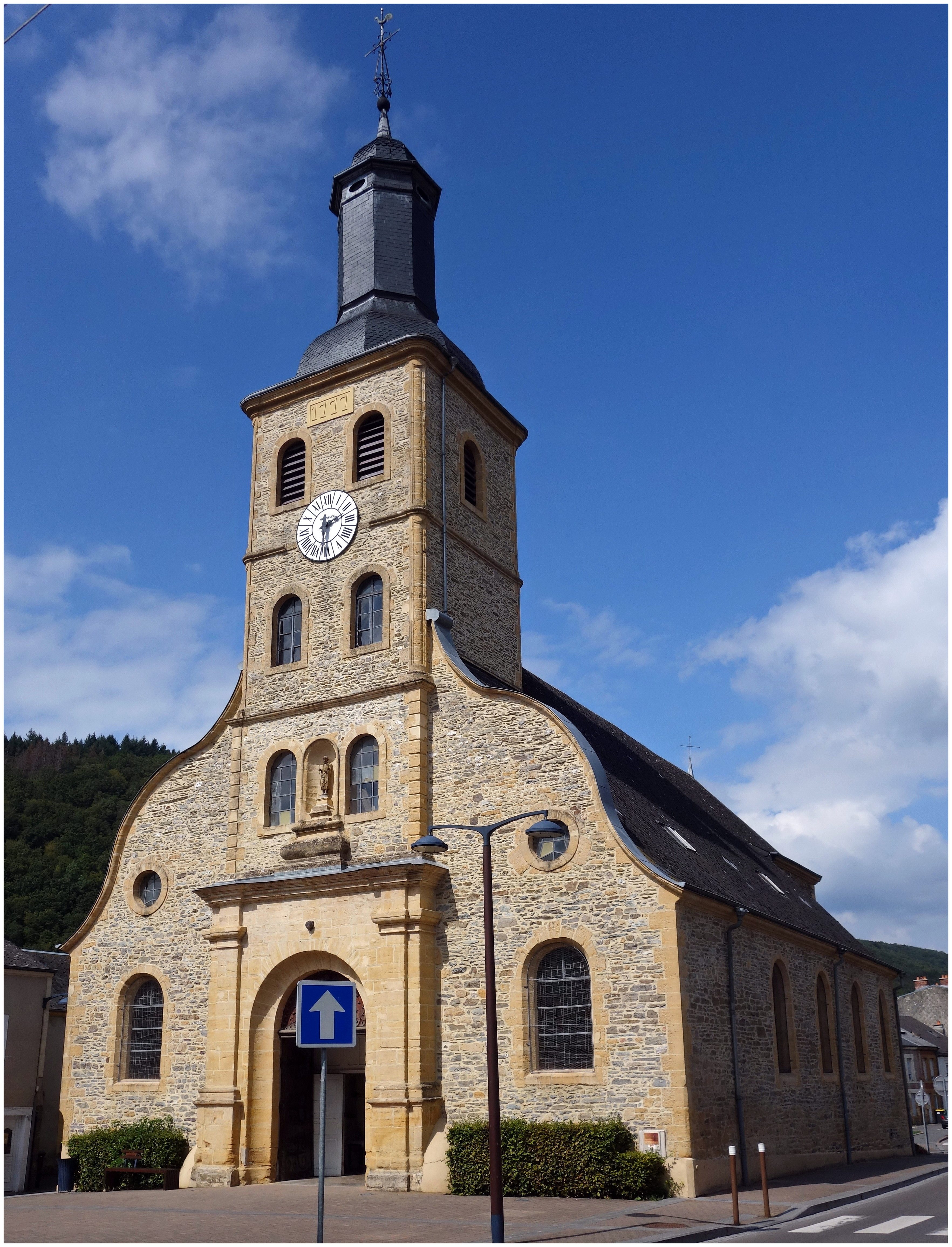
L'église Sainte-Marguerite
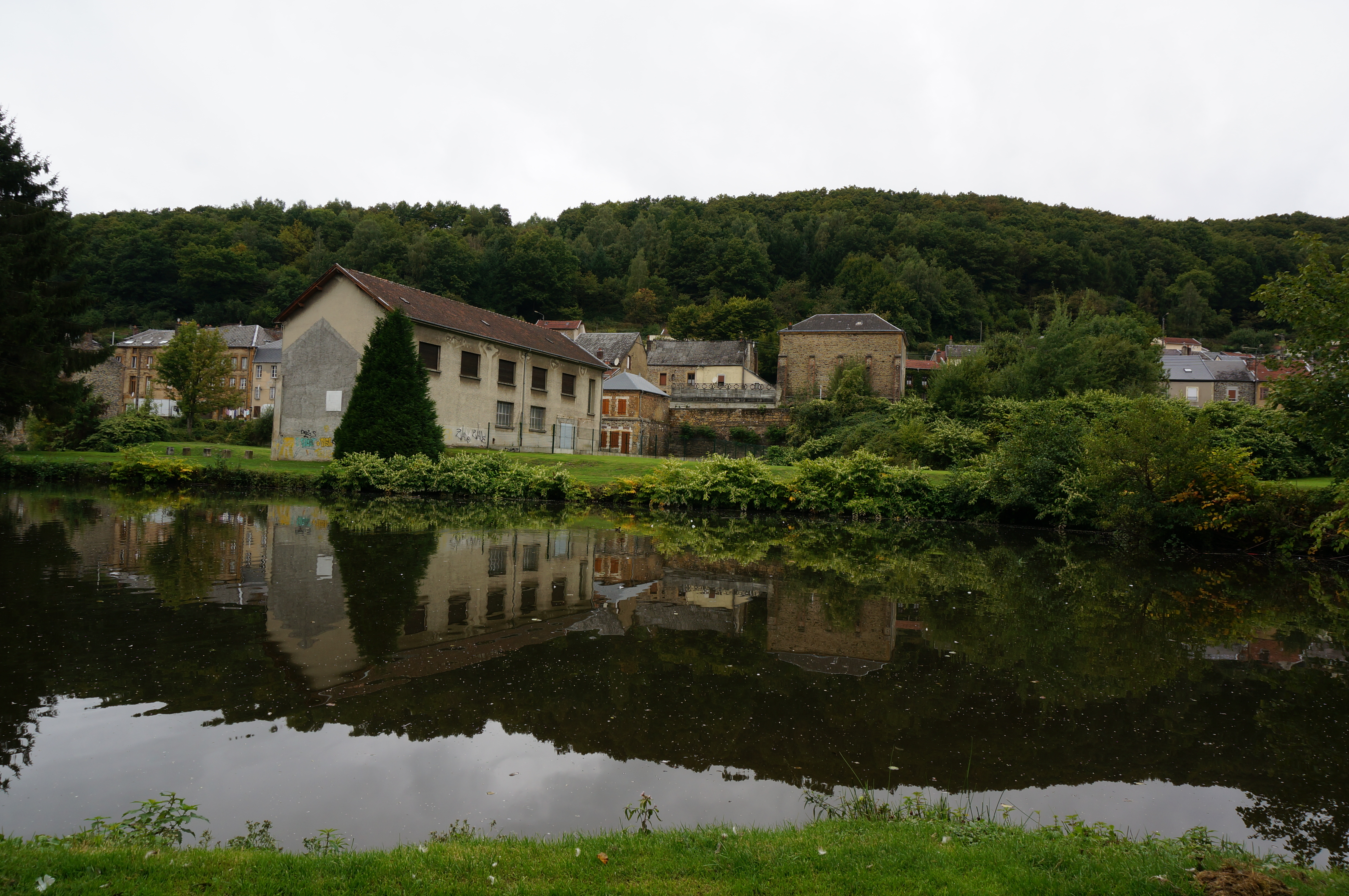
L'ancienne usine d'armes le long de la Goutelle, devenue un musée
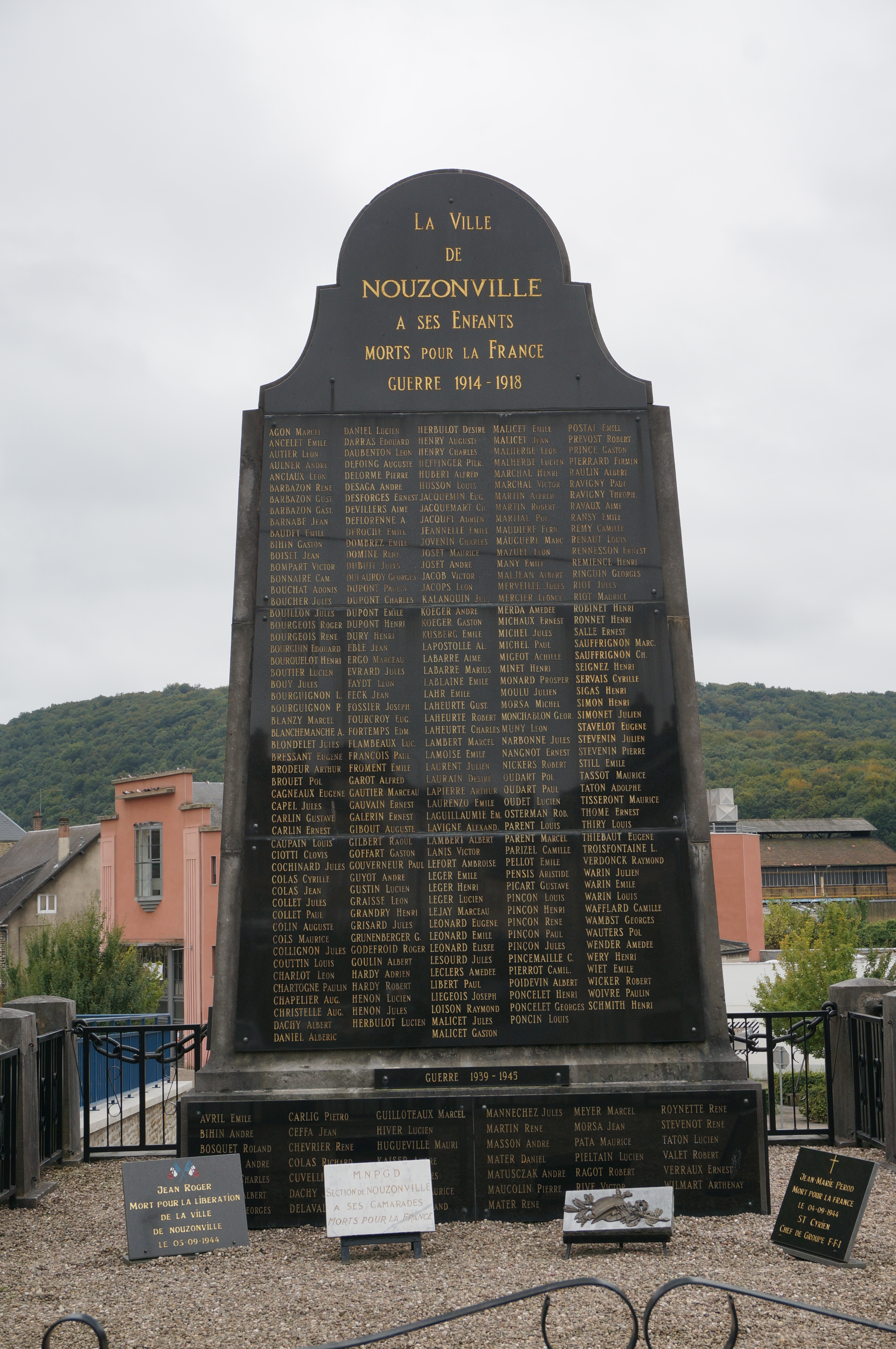
Le monument aux morts
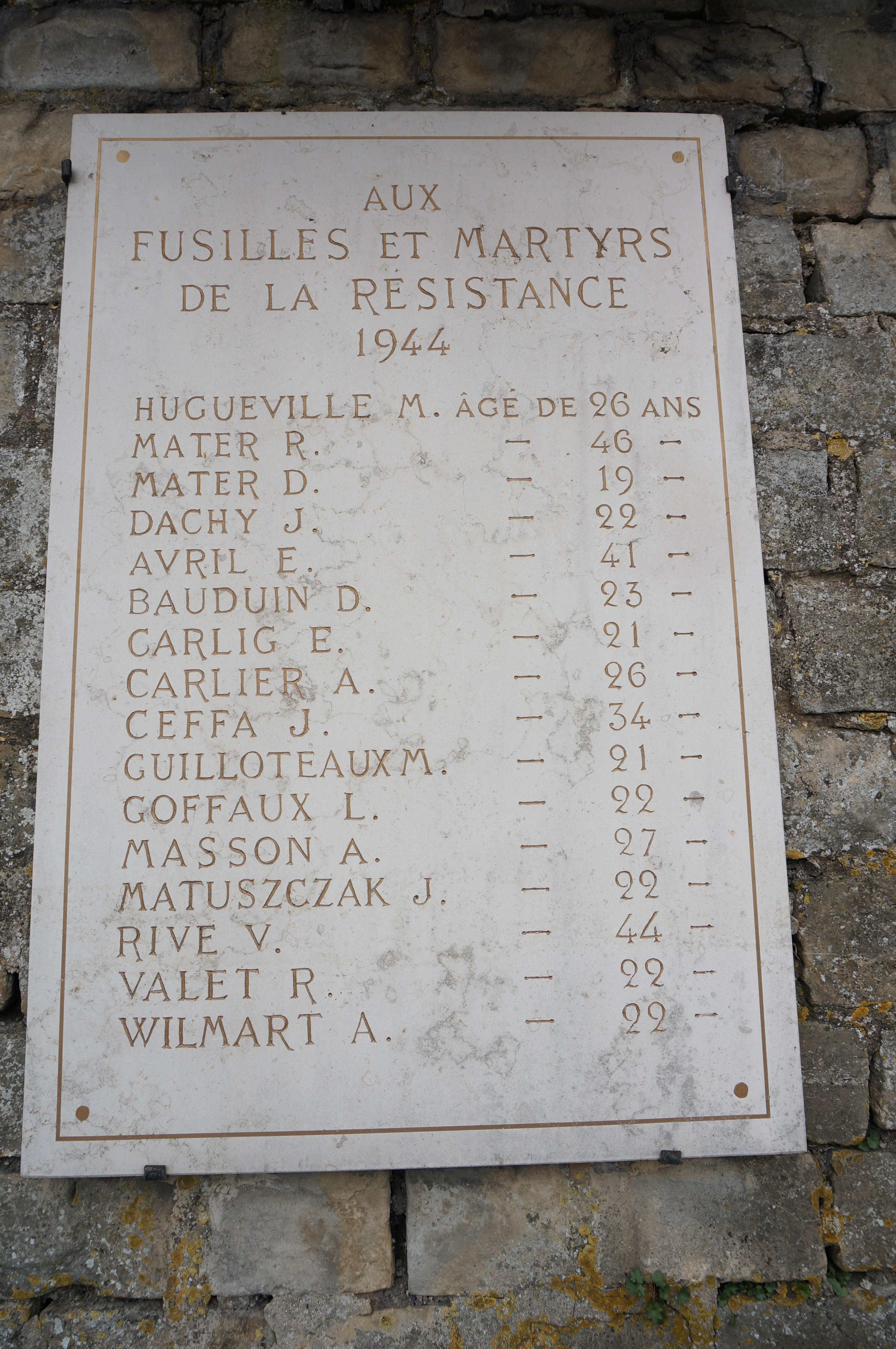
Stèle aux martyrs de la Résistance
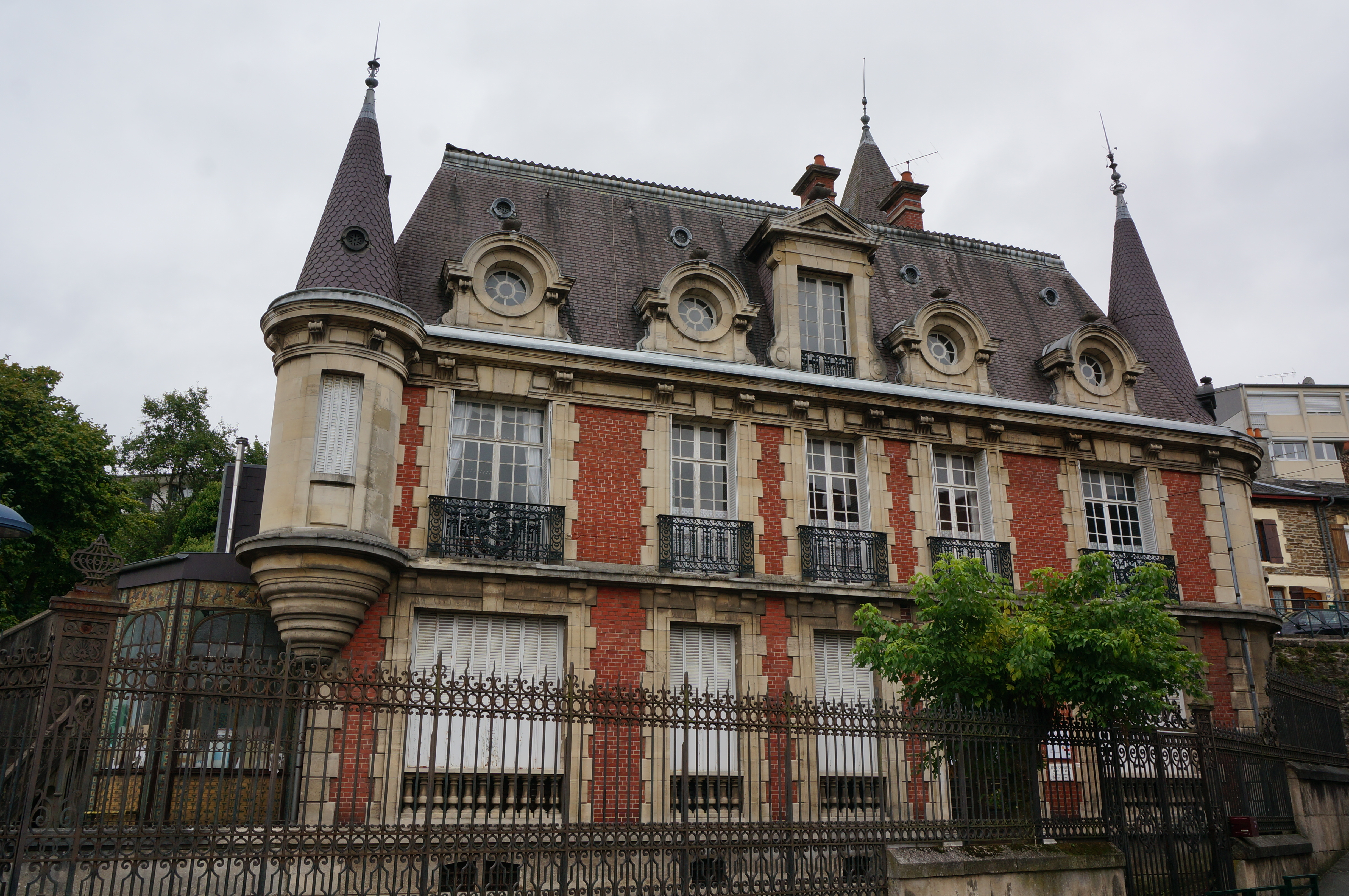
Le château Crepel
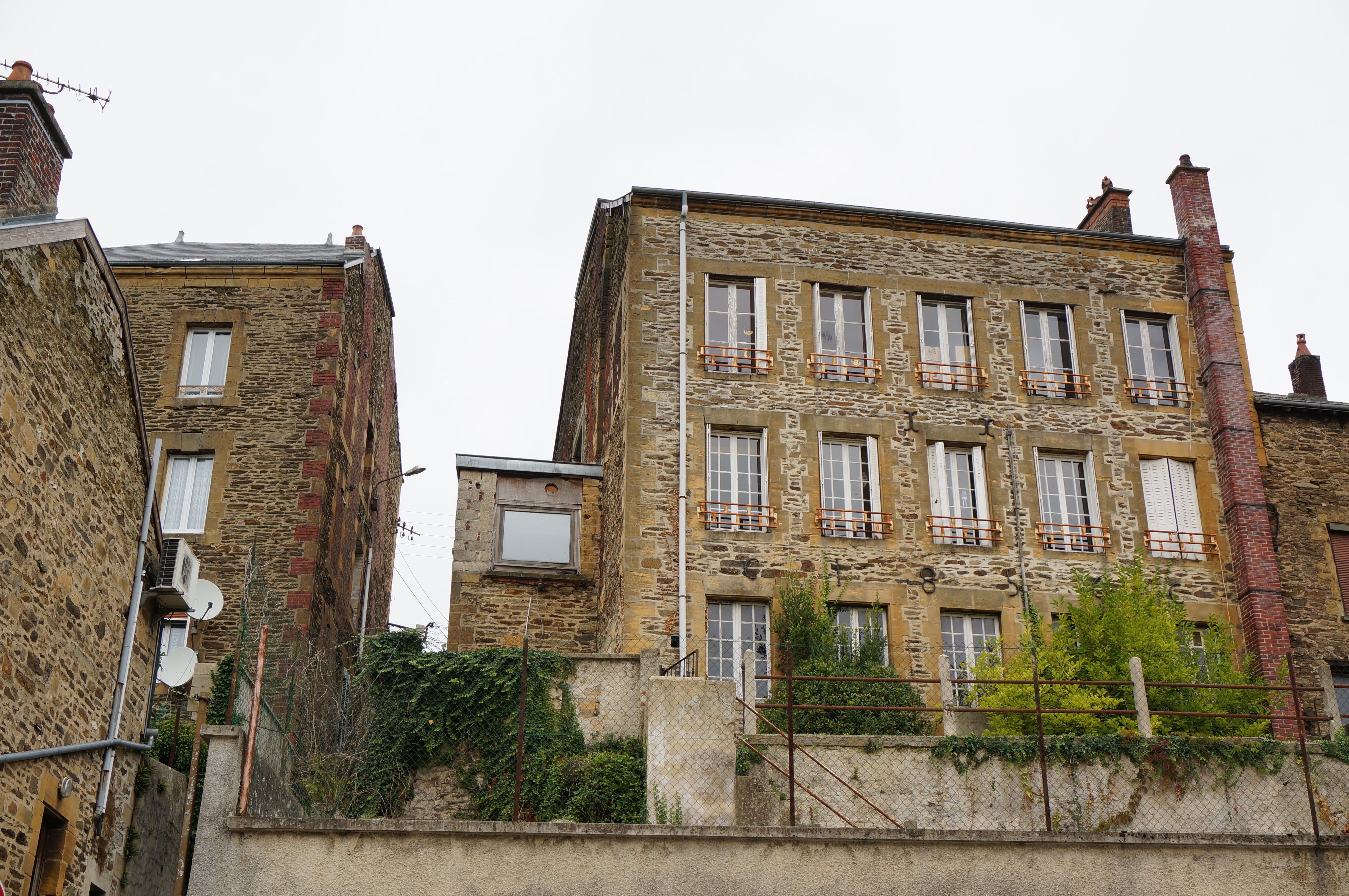
maison, façade vers la mairie

### Personnalités liées à la commune

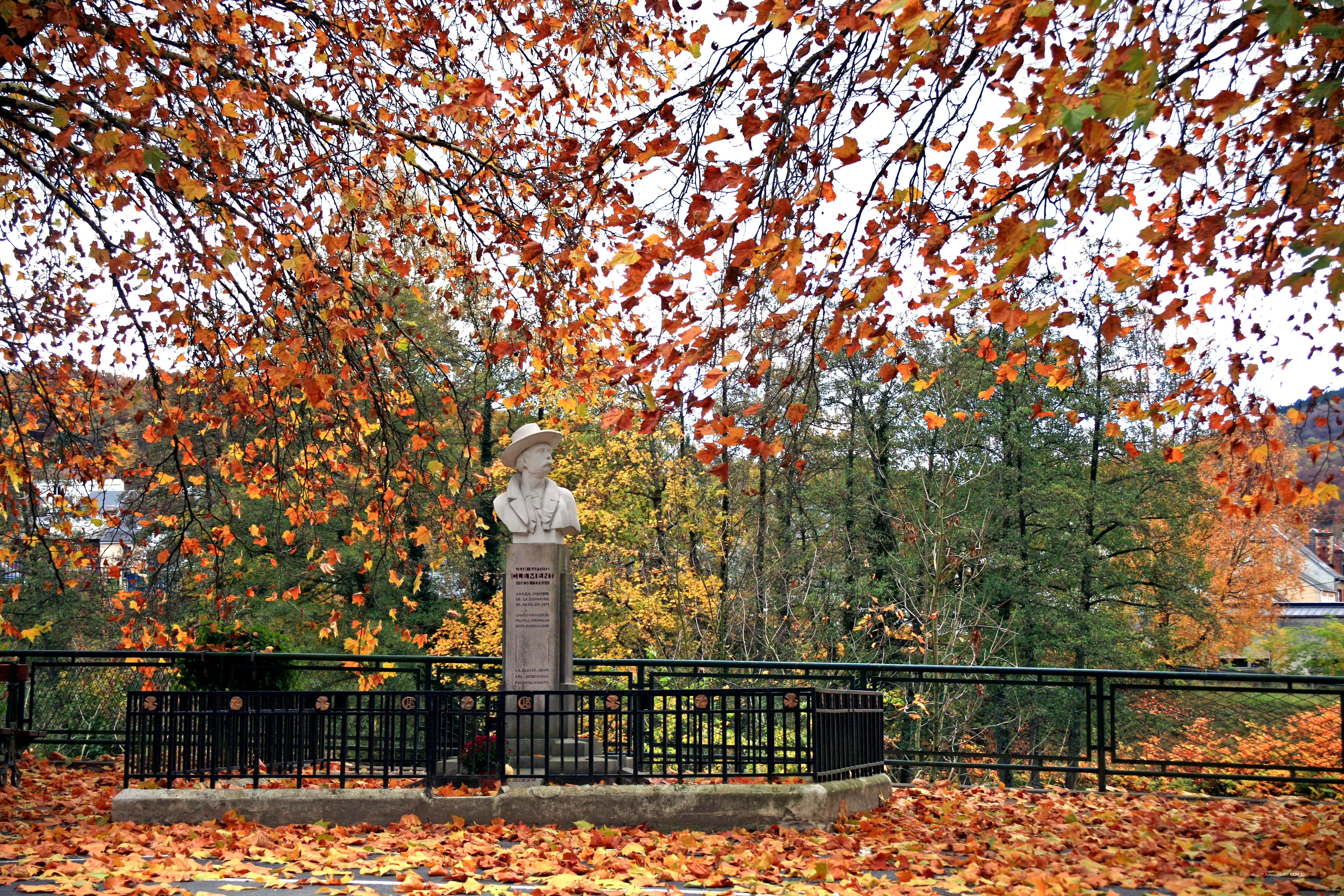
Le buste de Jean-Baptiste Clément.

- Jean Baptiste Clément (1836-1903), chansonnier, syndicaliste et homme politique, a eu un rôle majeur dans la syndicalisation des ouvriers de la commune et son évolution politique, de 1885 à 1894, tout en résidant à Charleville-Mézières. Un buste a été érigé en son honneur en juin 1937.
- Paul Thomé (1885-1975), industriel de Nouzonville, y est né et y a vécu.
- Jean Rogissart (1894-1961), écrivain, y est mort.
- Pierre Lareppe (1897-1972), homme politique, y est mort.
- Théophile Malicet (1897-1976), forgeron, syndicaliste et écrivain, y est né.
- Franz Bartelt (1949-°), romancier, nouvelliste, poète, dramaturge et feuilletoniste, y vit.
- Marcel Trillat, réalisateur du documentaire Silence dans la vallée sur la dernière grande forge de Nouzonville (2006).

### Héraldique
| Blason de Nouzonville | Blason  | D’azur à la barre d’argent accompagné en chef d’une barque contournée d’or en barre, avec un pêcheur de carnation et un aviron aussi d’argent, voguant sur des ondes de sinople mouvant du côté supérieur de la barre et en pointe d’une enclume aussi d’or adextrée d’un marteau renversé du même brochant en barre. |
| Blason de Nouzonville | Détails | Le statut officiel du blason reste à déterminer. |